# Ермо (Јужна Каролина)
Ермо (енгл. Irmo) град је у америчкој савезној држави Јужна Каролина.

## Демографија
По попису из 2010. године број становника је 11.097, што је 58 (0,5%) становника више него 2000. године.
| Група             | 2000.         | 2010.         |
| Белци             | 8.370 (75,8%) | 6.981 (62,9%) |
| Афроамериканци    | 2.225 (20,2%) | 3.316 (29,9%) |
| Азијати           | 158 (1,4%)    | 178 (1,6%)    |
| Хиспаноамериканци | 157 (1,4%)    | 371 (3,3%)    |
| Укупно            | 11.039        | 11.097        |